# Ali Yerlikaya
Ali Yerlikaya, né le 11 octobre 1968 à Selçuklu dans la province de Konya, est un haut fonctionnaire et homme politique turc. Il est ministre de l'Intérieur depuis 2023.

## Biographie
Ali Yerlikaya naît le 11 octobre 1968 dans le district de Selçuklu à Konya. Son village natal est Meydanlı, situé dans le district de Kadınhanı. En 1989, il obtient son diplôme de la Faculté des Sciences Politiques de l’Université d’Istanbul, dans le domaine de l’Administration Publique. En 1990, il commence sa carrière en tant que candidat au poste de kaymakam (administrateur de district) au ministère de l’Intérieur. Il occupe ensuite divers postes, notamment celui de kaymakam à Felahiye, Erzin, Derebucak, Hilvan et Sarıkaya, ainsi que celui de conseiller juridique au ministère de l’Intérieur, directeur général du personnel au ministère de la Santé, et membre du conseil d'administration du syndicat des employeurs publics dans l'industrie lourde et le secteur des services (TÜHİS).
Il est nommé successivement au poste de préfet/gouverneur de Şırnak le 30 novembre 2007, d'Ağrı le 13 mai 2010, de Tekirdağ le 3 août 2012, de Gaziantep le 19 février 2015, et enfin, le 27 octobre 2018, il est nommé préfet d'Istanbul.
À la suite de l'annulation de l’élection maïorale de mars 2019 par le Haut-comité électoral, il est désigné par le ministère de l'Intérieur, le 7 mai 2019, pour exercer provisoirement les fonctions de maire d'Istanbul. Il remet son poste au maire réélu, Ekrem İmamoğlu, le 27 juin.
À la suite de l'élection présidentielle de 2023, il est nommé ministre de l'Intérieur dans le nouveau cabinet annoncé par Recep Tayyip Erdoğan, réélu président.
En 2024, une loi controversée sur les chiens errants, qualifiée « loi du massacre » par les associations de protection des animaux, est adoptée à l’initiative du ministère de l'Intérieur.